# 布赖地区皮瑟
布赖地区皮瑟（法語：Puiseux-en-Bray，法語發音：[pɥizø ɑ̃ bʁɛ]）是法国瓦兹省的一个市镇，属于博韦区。

## 地理
布赖地区皮瑟（49°24'55"N, 1°47'0"E）面积8.01 平方千米，位于法国上法蘭西大區瓦兹省，该省份为法国北部内陆省份，北起索姆省，西接厄尔省和滨海塞纳省，南至塞纳-马恩省和瓦兹河谷省，东临埃纳省。
与布赖地区皮瑟接壤的市镇（或旧市镇、城区）包括：勒库德赖圣热尔梅、松地区拉朗德、圣热尔梅德弗利、圣皮埃尔埃尚、塔尔蒙捷。

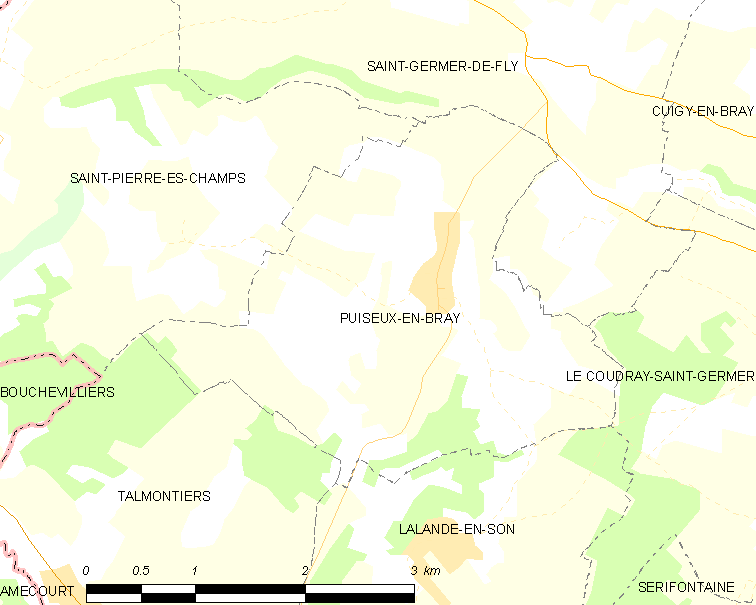
布赖地区皮瑟的OSM定位图

布赖地区皮瑟的时区为UTC+01:00、UTC+02:00（夏令时）。

## 行政
布赖地区皮瑟的邮政编码为60850，INSEE市镇编码为60516。

## 政治
布赖地区皮瑟所属的省级选区为格朗维利耶县。

## 人口

1962-2008年间布赖地区皮瑟人口变化图示

布赖地区皮瑟于2022年1月1日时的人口数量为397人。